# Belgia na Letnich Igrzyskach Olimpijskich 2008
Belgię na Letnich Igrzyskach Olimpijskich 2008 reprezentowało 96 zawodników. Była to największa belgijska drużyna olimpijska od 1976 roku. Belgia uczestniczyła w zmaganiach igrzysk olimpijskich po raz 24.

## Zdobyte medale
| Medal  | Zawodnik                                                | Dyscyplina sportowa | Konkurencja               |
| ------ | ------------------------------------------------------- | ------------------- | ------------------------- |
| Złoto  | Tia Hellebaut                                           | Lekkoatletyka       | skok wzwyż kobiet         |
| Srebro | Olivia Borlée Kim Gevaert Hanna Mariën Élodie Ouédraogo | Lekkoatletyka       | Sztafeta 4 x 100 m kobiet |

## Hokej na trawie
Mężczyźni

- Bramkarze

Cedric De Greve
David Van Rysselberghe
- Obrońcy

Patrice Houssein
Gregory Gucassoff
Alexandre De Saedeleer
Thierry Renaer
Xavier Reckinger
Thomas Van Den Balck
- Pomocnicy

Philippe Goldberg
Felix Denayer
Maxime Luycx
John-John Dohmen
Loic Vandeweghe
- Napastnicy

Charles Vandeweghe
Cedric Charlier
Jerome Truyens
Jerome Dekeyser
Thomas Briels
- Wyniki

Eliminacje 
 Hiszpania: 2:4
 Niemcy: 1:1
 Nowa Zelandia: 2:4
 Korea Południowa: 1:3
 Chiny: 3:1

## Piłka nożna
Mężczyźni

- Bramkarze

1 Logan Bailly
12 Yves Ma-Kalambay
- Obrońcy

2 Sepp De Roover
3 Vincent Kompany
4 Thomas Vermaelen
5 Sebastien Pocognoli
13 Laurent Ciman
15 Jeroen Simaeys
- Pomocnicy

6 Marouane Fellaini
8 Faris Haroun
10 Jan Vertonghen
11 Maarten Martens
14 Landry Mulemo
16 Anthony Vanden Borre
- Napastnicy

7 Tom De Mul
9 Kevin Mirallas
17 Stijn De Smet
18 Moussa Dembélé
- Trener

Jean-François De Sart
- Wyniki

Eliminacje
 Brazylia: 0:1
 Chiny: 2:0
 Nowa Zelandia: 1:0
Ćwierćfinał
 Włochy: 3:2
Półfinał
 Nigeria: 1:4
Mecz o trzecie miejsce
 Brazylia: 0:3